# Karl Schadelbauer
Karl Schadelbauer (* 26. März 1903 in Gossensaß, Südtirol; † 28. September 1972 in Innsbruck) war ein österreichischer Mediziner, Historiker und Archivar.

## Leben und Wirken
Karl Schadelbauer besuchte des Fürstbischöfliche Gymnasium in Brixen und studierte anschließend Medizin an der Universität Innsbruck. Im Jahre 1929 promovierte er dort zum Dr. med. Als Archivar und Leiter des Stadtarchivs Innsbruck begann er 1937 seine archivarische Tätigkeit und leitete es bis 1967, zuletzt mit dem Titel eines Senatsrates. Besonders während des Zweiten Weltkriegs war er auch als Arzt für das Gesundheitsamt der Stadt Innsbruck tätig. Seit dem Wintersemester 1947/48 wirkte er außerdem als Hochschullehrer für das Gebiet Geschichte der Medizin an der Universität Innsbruck, wo er sich 1951 habilitierte. 
Schadelbauer legte zahlreiche historische Veröffentlichungen zur Geschichte Südtirols und Innsbrucks vor.

## Schriften
- Die ältesten Urkunden des Sterzinger Stadtarchivs. In: R. v. Klebelsberg (Hrsg.): Festschrift zu Ehren Konrad Fischnalers (= Schlern-Schriften, Bd. 12). Wagner, Innsbruck 1927, S. 62–72.
- Drei Urbare der Deutsch-Ordens-Kommende Sterzing aus dem 15. Jahrhundert. In: Ludwig Steinberger (Hrsg.): Tirolensia. Zum 80. Geburtstag Konrad Fischnaler’s (= Schlern-Schriften, Bd. 30). Wagner, Innsbruck 1935, S. 130–151.
- Quellen zur Geschichte der Stadt Schwaz. Zwei Teile. Selbstverlag 1935/1936.
- Sehenswertes in Tirol. 2. Aufl. Innsbruck 1948.
- (mit Wilhelm Eppacher): Innsbrucks stadtgeschichtliches Schrifttum bis zum Jahre 1950. Zwei Teile (= Veröffentlichungen des Stadtarchivs Innsbruck, Bd. 1 u. 7). Stadtmagistrat, Innsbruck 1950/1953.
- Das Heilwesen Südtirols im Mittelalter. In: Festschrift zu Ehren Hofrat Prof. Dr. Otto Stolz (= Veröffentlichungen des Tiroler Landesmuseums Ferdinandeum, Bd. 31). Wagner, Innsbruck 1951, S. 591–616 (zobodat.at [PDF]).
- Innsbrucker Urkunden aus dem Stiftsarchiv Wilten 1238–1350 (= Veröffentlichungen aus dem Stadtarchiv Innsbruck, 1. Reihe, Bd. 2). Stadtmagistrat, Innsbruck 1951.
- Briefe aus Alt-Innsbruck (1461–1873) (= Veröffentlichungen aus de Stadtarchiv Innsbruck, 1. Reihe, Bd. 4). Stadtmagistrat, Innsbruck 1952.
- Verzeichnis der Urkunden des Stiftsarchives Wilten von 1138 bis 1299 (= Veröffentlichungen aus dem Stadtarchiv Innsbruck, 1. Reihe, Bd. 6). Stadtmagistrat, Innsbruck 1953.
- Die Kleinst-Bände der „Dipauliana“. Ein Bücherverzeichnis. Zwei Teile (= Veröffentlichungen des Stadtarchivs Innsbruck, Bd. 14 u. 17). Stadtmagistrat, Innsbruck 1957/1958.
- Drei Befehlshefte des Innsbrucker Platzkommandos vom Jahre 1809 (= Veröffentlichungen aus dem Stadtarchiv Innsbruck, 1. Reihe, Bd. 16). Stadtmagistrat, Innsbruck 1958.
- Das Stadtspital im Jahre 1839. Die Beschreibung des Spitalverwalters Fr. X. Honstetter (= Veröffentlichungen aus dem Stadtarchiv Innsbruck, 1. Reihe, Bd. 18). Stadtmagistrat, Innsbruck 1958.
- Beiträge zur Geschichte des Bozner Unterlandes (= Schlern-Schriften, Bd. 97). Wagner, München/Innsbruck 1959.
- Die Berichte der „Innsbrucker Zeitung“ von 1810 über das „Departement der obern Etsch“ (= Veröffentlichungen aus dem Stadtarchiv Innsbruck. 1. Reihe, Bd. 19). Stadtmagistrat, Innsbruck 1959.
- (Mitbearb.): Das Verleihbuch des Bergrichters von Trient, 1489–1507 (= Schlern-Schriften, Bd. 194). Wagner, Innsbruck 1959.
- Amtliche Sitzungsberichte 1850/51 und 1859/60 (= Veröffentlichungen aus dem Stadtarchiv Innsbruck, 1. Reihe, Bd. 22). Stadtmagistrat, Innsbruck 1960.
- Innsbrucker Ansichtskarten um 1900 (= Veröffentlichungen aus dem Stadtarchiv Innsbruck, 1. Reihe, Bd. 21). Stadtmagistrat, Innsbruck 1960.
- Sterzing im 15. Jahrhundert (= Schlern-Schriften, Bd. 220). Wagner, Innsbruck 1962.
- Aus dem landesfürstlichen Kopialbuch von 1458 (= Veröffentlichungen aus dem Stadtarchiv Innsbruck, 2. Reihe, Bd. 1). Stadtmagistrat, Innsbruck 1963.
- Herzog Rudolf IV. und Innsbruck 1363–1365 (= Veröffentlichungen aus dem Stadtarchiv Innsbruck, 1. Reihe, Bd. 23). Stadtmagistrat, Innsbruck 1963.
- Leitfaden der Geschichte Innsbrucks (= Veröffentlichungen aus dem Stadtarchiv Innsbruck, 1. Reihe, Bd. 24). Stadtmagistrat, Innsbruck 1963.
- Die Reise Kaiser Ferdinands I. von Speyer nach Freiburg (1562) (= Veröffentlichungen aus dem Stadtarchiv Innsbruck, 2. Reihe, Bd. 2). Stadtmagistrat, Innsbruck 1964.
- Das Raitregister des Elsässer Landvogtes Gf. R. v. Habsburg (1375) (= Veröffentlichungen aus dem Stadtarchiv Innsbruck, 2. Reihe, Bd. 3) Stadtmagistrat, Innsbruck 1964).
- (mit Monika Fritz): Die Innsbrucker Inwohneraufnahmen von 1508 bis 1567 (= Veröffentlichungen aus dem Stadtarchiv Innsbruck, 1. Reihe, Bd. 26). Stadtmagistrat, Innsbruck 1964.
- (mit Fritz Steinegger): Heiligwasser-Besucher 1854 bis 1875 (= Veröffentlichungen aus dem Stadtarchiv Innsbruck, 1. Reihe, Bd. 27). Stadtmagistrat, Innsbruck 1964.
- Das Inventar des Klosters Ölenberg von 1561 (= Veröffentlichungen aus dem Stadtarchiv Innsbruck, 2. Reihe, Bd. 4). Stadtmagistrat, Innsbruck 1965.
- Die Urkunden des Klosters Ölenberg im Elsass von 1188 bis 1565 (= Veröffentlichungen aus dem Stadtarchiv Innsbruck, 2. Reihe, Bd. 5). Stadtmagistrat, Innsbruck 1966.
- Urkunden zur Geschichte der Herren von Hewen (1377–1399) (= Veröffentlichungen aus dem Stadtarchiv Innsbruck, 2. Reihe, Bd. 6). Stadtmagistrat, Innsbruck 1966.
- Quellen zur Innsbrucker Häusergeschichte. Zwei Teile (= Veröffentlichungen aus dem Stadtarchiv Innsbruck, 1. Reihe, Bd. 29 u. 30). Stadtmagistrat, Innsbruck 1966/1967.